# Luna 1
Luna 1, còn được gọi là Mechta (tiếng Nga: Мечта, dịch nghĩa: Giấc mơ),] E-1 No.4 và First Lunar Rover, là phi thuyền đầu tiên tiếp cận vùng lân cận của Mặt Trăng, và tàu vũ trụ đầu tiên thực hiện quỹ đạo quanh Mặt Trời. Được thiết kế là tàu vũ trụ hạ cánh xuống Mặt Trăng, Luna 1 đã được phóng lên như một phần của chương trình Luna của Liên Xô năm 1959, tuy nhiên do quá trình đốt tên lửa đẩy trên không đã bị thực hiện sai thời điểm trong thời gian phóng, nó đã bỏ lỡ và chỉ đi sát qua Mặt Trăng, và trong quá trình này trở thành phi thuyền đầu tiên rời khỏi quỹ đạo quanh Trái Đất.
Trong khi đi qua bên ngoài vành đai bức xạ Van Allen, máy chụp hình của tàu vũ trụ đã quan sát thấy rằng một số lượng nhỏ các hạt năng lượng cao tồn tại trong vành đai bên ngoài. Các phép đo thu được trong nhiệm vụ này cung cấp dữ liệu mới về vành đai bức xạ của Trái Đất và không gian ngoài thiên thể. Số liệu gửi về cho thấy Mặt Trăng không có từ trường. Những quan sát và đo đạc trực tiếp đầu tiên của gió mặt trời, một dòng chảy mạnh mẽ của plasma ion hóa phát ra từ Mặt Trời và truyền qua không gian liên hành tinh, đã được thực hiện. Nồng độ ion hóa được xác định là khoảng 700 hạt trên cm3 ở độ cao 20–25 nghìn km và 300 đến 400 hạt trên cm3 ở độ cao 100–150.000 km. Tàu vũ trụ cũng lập kỷ lục liên lạc vô tuyến đầu tiên ở khoảng cách nửa triệu cây số.
Một sự cố trong hệ thống điều khiển trên mặt đất gây ra một lỗi trong thời gian cháy của tên lửa, và phi thuyền đã bỏ lỡ mục tiêu và bay sát qua Mặt trăng ở khoảng cách 5,900 km tại điểm gần nhất. Luna 1 sau đó trở thành vật thể nhân tạo đầu tiên thực hiện quỹ đạo nhật tâm và sau đó được gọi là "hành tinh mới" và được đổi tên thành Mechta (Giấc mơ). Luna 1 cũng được gọi là "Tên lửa vũ trụ đầu tiên", ám chỉ đến vận tốc thoát đi của nó.